# Pentax DA 18-55 objektiv
SMC Pentax-DA 18-55 je standardni zoom objektiv za Pentax K bajonet. Često se prodaje kao kit objektiv uz Pentax digitalne SLR fotoarapate. Objektiv je dizajniran za senzore veličine APC-S (24x16mm) i u tom formatu ima vidno polje slično kao 27-82.5mm objektiv u 35mm formatu.
Dosad je Pentax predstavio 4 verzije ovog objektiva:
- SMC Pentax-DA 18-55mm f/3.5-5.6 AL - prva verzija objektiva, predstavljena u rujnu 2004. godine
- SMC Pentax-DA 18-55mm f/3.5-5.6 AL II - druga verzija objektiva poboljšanih optičkih performansi, predstavljen 2008. godine
- SMC Pentax-DA L 18-55mm f/3.5-5.6 AL - lakša verzija AL II objektiva u potpunosti napravljena od plastike, moguće ga je dobiti samo kit objektiv. Predstavljen 2009. godine.
- SMC Pentax-DA 18-55mm f/3.5-5.6 AL WR - verzija objektiva koja je otporna na vremenske uvjete, kvaliteta optike ista kao i kod AL II verzije objektiva. Predstavljen 2009. godine.

Sve verzije objektiva imaju istu optičku formulu.

## Tehničke specifikacije
| Vrsta objektiva                   | Standardni zoom objektiv               |
| Format slike                      | APC-S 24x16mm                          |
| Bajonet                           | Pentax KAF2                            |
| Fokalna duljina                   | 18 - 55mm                              |
| Dijagonalno vidno polje           | 18mm - 76° 55m - 29°                   |
| Maksimalni otvor blende           | 18mm f/3.5 55mm f/5.6                  |
| Minimalni otvor blende            | 18mm f/22 55mm f/38                    |
| Promjer navoja za filter          | 52mm                                   |
| Minimalna udaljenost izoštravanja | 25cm                                   |
| Težina                            | 230 grama                              |
| Dimenzije                         | 67.5mm dužine 68.0mm promjera          |
| Optička konstrukcija              | 11 elemenata, 8 grupa 6 listića blende |

## Vanjske poveznice
- Recenzija objektiva na portalu DPreview[neaktivna poveznica]